# Tepe Guran

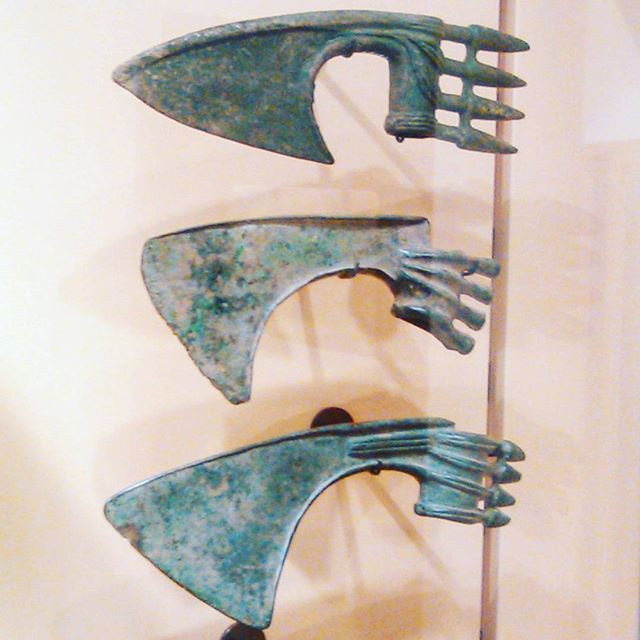

Tepe Guran je archeologická lokalita v severozápadním Íránu v pohoří Zagros, v provincii Lorestán jižně od města Kermánšáhu. Spolu s o něco jižněji položenou osadou Ali Koš jde o významné raně neolitické naleziště této oblasti, která patří k těm místům, kde na naší planetě vzniká zemědělství a chovatelství. Byl prozkoumán r. 1963 dánskou expedicí.

## Raný neolit
V Tepe Guranu bylo objeveno celkem 18 stratigrafických vrstev. V rané době (kolem r. 6450 ± 200 př. n. l.) náleží vrstvy T, U a V džarmské kultuře. Na rozdíl od jiných vesnic této kultury, kde se stavěly obdélníkové domy ze sušené hlíny, byl Tepe Guran poloroční sídliště osídlené v zimě, s dřevěnými stavbami čtvercového půdorysu. V létě zřejmě pastevci kočovali. Guran ležel o něco výše než Kal'at Džarmo a byl spíše pastevecký, chovaly se kozy. Většina nalezených kostí však i odtud zatím pochází z ulovených divokých zvířat. 

## Starý neolit
Ve starém neolitu (vrstva H, 5810 ± 150 př. n. l.) je v Tepe Guranu založena trvalá vesnice a část obyvatel byla odtud vysílána v chladnější době se stády na vhodnější pastvu. Už se pěstuje ječmen. Keramická výroba v Tepe Guranu předchází časově keramiku džarmského stylu ve čtyřech vrstvách. Nejstarší je šedohnědá nezdobená a poměrně měkká keramika, jí následuje keramika malovaná, mísy a poháry s malovanými propletenými liniemi z červeného okru, asi napodobeninami košíkářských vzorů. Převládá však nezdobená žlutá keramika. Tyto tradice převzalo Džarmo. Vlastní guranský styl má výzdobu negativními trojhúhelníky a rohožovými vzory. Nakonec následuje červená keramika s leštěným povrchem. Tato keramika předjímá pozdější sialckou kulturu, o něco mladší než byla severoirácká chassunská kultura.